# Нижньопавловська сільська рада
Нижньопа́вловська сільська рада (рос. Нижнепавловский сельский совет) — сільське поселення у складі Оренбурзького району Оренбурзької області Росії.
Адміністративний центр та єдиний населений пункт — село Нижня Павловка.

## Населення
Населення — 4234 особи (2019; 3864 в 2010, 3712 у 2002).